# هنري مارشال
هنري مارشال (22 أبريل 1831 - 30 أبريل 1914) (بالإنجليزية: Henry Marshall)‏ هو لاعب كريكت بريطاني.